# Songs of Love and Hate
Songs of Love and Hate är Leonard Cohens tredje album, utgivet 1971. Den inledande låten "Avalanche" tillhör Cohens mer välkända kompositioner. Nick Cave spelade på 1980-talet in en version av den låten. "Famous Blue Raincoat" om en kärlekstriangel har också spelats in av många artister och fick namnge Jennifer Warnes hyllningsalbum till Cohen 1987. Producenten Bob Johnston har valt att ge störst utrymme åt Cohen och hans gitarr, medan övriga instrument återges mer nedtonade. Albumet gjorde inte mycket väsen av sig i USA, men blev populärt i Europa.

## Låtlista
1. "Avalanche" – 5:00
2. "Last Year's Man" – 5:58
3. "Dress Rehearsal Rag" – 6:05
4. "Diamonds in the Mine" – 3:50
5. "Love Calls You by Your Name" – 5:38
6. "Famous Blue Raincoat" – 5:09
7. "Sing Another Song, Boys" – 6:11
8. "Joan of Arc" – 6:24

- Samtliga låtar skrivna av Leonard Cohen.

## Medverkande
Musiker
- Leonard Cohen – sång, akustisk gitarr
- Elkin "Bubba" Fowler – akustisk gitarr, basgitarr, banjo
- Charlie Daniels – akustisk gitarr, basgitarr, violin
- Paul Buckmaster – dirigent (barnkör), arrangement
- The Corona Academy, London – barnkör
- Ron Cornelius – elgitarr, akustisk gitarr
- Michael Sahl – stråkinstrument
- Bob Johnston – piano
- Corlynn Hanney – sång
- Susan Mussmano – sång

Produktion
- Bob Johnston – musikproducent
- Bill Donovan, Ed Kollis, Ed Hudson, Neil Wilburn, Robin Cable – ljudtekniker
- John Berg – omslagsdesign
- Jacotte Chollet – foto

## Listplaceringar
| Lista (1971)   | Position            |
| -------------- | ------------------- |
| Australien     | 8                   |
| Nederländerna  | 2                   |
| Norge          | 11 (VG-lista)       |
| Storbritannien | 4 (UK Albums Chart) |
| Sverige        | 6 (Kvällstoppen)    |
| USA            | 145 (Billboard 200) |
| Västtyskland   | 24                  |